# Zatrephes ockendeni
Zatrephes ockendeni är en fjärilsart som beskrevs av Rothschild 1909. Zatrephes ockendeni ingår i släktet Zatrephes och familjen björnspinnare. Inga underarter finns listade i Catalogue of Life.